# 東京都立第四商業高等学校
東京都立第四商業高等学校（とうきょうとりつだいよんしょうぎょうこうとうがっこう）は、東京都練馬区貫井三丁目に所在する東京都立商業高等学校。学生や関係者からは四商（よんしょう）の愛称で親しまれている。
「マナーの四商」「資格の四商」「実学の四商」「社会人基礎力を養成する学校」を基本としている。

## 設置学科
- 全日制課程
  - 商業科 - 珠算・電卓、簿記、マーケティングなど商業事務に関わる科目に特化している。
  - 情報処理科 - 情報処理、プログラミング、コンピュータデザインの授業に重点をおいている。
  - ビジネス科-商業科と情報処理科を発展的統合を行い設置をした。
- どの学科も資格取得に力をいれている。（日商簿記検定2級・3級、全商情報処理検定1 - 3級、全商簿記検定1 - 3級・全商商業経済検定1 - 3級、秘書検定、販売士、色彩検定、珠算.電卓検定1 - 3級、全商英語検定1 - 3級、ITパスポート、全経簿記検定2 - 3級、全商ビジネス文書検定1 - 3級、日本情報処理検定初段 - 3級、全商ビジネス計算検定1 - 3級、全商ビジネスコミュニケーション検定）

※定時制課程は2007年度に募集停止し、2010年3月に閉課された（東京都立稔ヶ丘高等学校へ統合）。

## 特徴
- バリアフリー対応となっており、正面の2個所の昇降口など随所にスロープが設置されているほか、校舎内（本館）はエレベータが1基設置されている。
- 校庭にはナイター照明設備がある。
- 都立高校で唯一の屋内アーチェリー場を備える。
- 校章は菜の花と二振りの剣を表している。
- 東京富士大学との間で、高大連携（｢パッケージデザイン研究｣をテーマに連携授業を実施）をしていた。
- 東京都のビジネス教育事業（大学との連携授業）「東京プランニングラボ」の実施会場となっている。令和6年、東京都の商業高校7校(第四商業高校・葛飾商業高校・芝商業高校・千早高校・第三商業高等学校・第五商業高等学校・大田桜台高等学校)の生徒が山崎製パンと共同開発した商品について市販されている。
- 2018年度は東京都の新しいビジネス教育「コンソーシアム東京」において、大日本印刷株式会社との連携授業が開始された。

## 年間行事
- 体育祭（6月） - チームカラーに分かれて優勝を競う。昼の部の最初に男子応援団・チアリーダーの演目がある。
- 四商祭（10月） - 学園祭
- 芸術鑑賞教室（12月）
- マラソン大会（2月） - 光が丘公園を使用。
- 予餞会（3月） - 3年生を送る会
- 若葉祭（3月） - 球技大会

## 沿革
- 1940年1月23日 - 東京府立第四商業学校設立認可。東京府立第九中学校（現：北園高等学校）内に設置される。
- 1944年7月1日 - 東京都制の施行により東京都立第四商業学校となる。
- 1949年4月1日 - 学制改革により東京都立第四商業高等学校となる。
- 1950年3月31日 - 東京都立第四商業学校及び同併設中学校は廃止される。
- 1950年10月25日 - 創立10周年記念式を行う。
- 1955年1月29日 - 創立15周年記念式典および講堂の落成式を行う。
- 1964年1月20日 - 創立25周年記念式典を行う。
- 1967年12月29日 - 第一体育館が焼失。
- 1969年11月20日 - 創立30周年記念式典を行う。
- 1975年3月1日 - 創立35周年記念誌として「都立四商」を発刊。
- 1979年11月17日 - 創立40周年記念式典を行う。
- 1986年4月1日 - 情報処理科を設置。
- 1989年12月25日 - 創立50周年記念誌として「50年史」を刊行。
- 1990年1月13日 - 創立50周年記念式典を練馬文化センターにて開催。
- 2004年7月 - 二期に分けて耐震工事を実施（- 2006年2月）。
- 2009年11月12日 - 創立70周年記念式典を練馬文化センターにて開催。
- 2010年3月31日 - 定時制課程を稔ヶ丘高等学校へ統合し閉課。
- 2018年4月1日 - 情報処理科と商業科を発展的統合し、ビジネス科を設置

## 周辺
- 四商通り - 四商の前を通っている通り。本校が名前の由来。
- 交通 - 西武池袋線富士見台駅 徒歩7分

## 特記事項
- 漫画家あだち充のいくつかの作品に登場する学校の校舎や校庭などの参考にされることがある。
- 青少年赤十字（JRC）に学校加盟している。NIE・SDGsに取り組む。
- 進路決定100％。ジョブキャンプ（インターンシップ）を企画する。
- 伝統ある人気校であり、企業等から求人数約1,500件以上されている。
- 令和5年度（2023年度）より、制服が新調された。

## 著名な出身者
- 松山真之 - プロ野球選手
- 森田次夫 - 元参議院議員
- 樫尾幸雄 - カシオ計算機 創業者
- 関根信昭 - 声優（演劇部所属）[1]
- 富田耕生 - 声優（演劇部所属）[1]
- 古川登志夫 - 声優（演劇部所属）[1]